# 卡盧什樂團

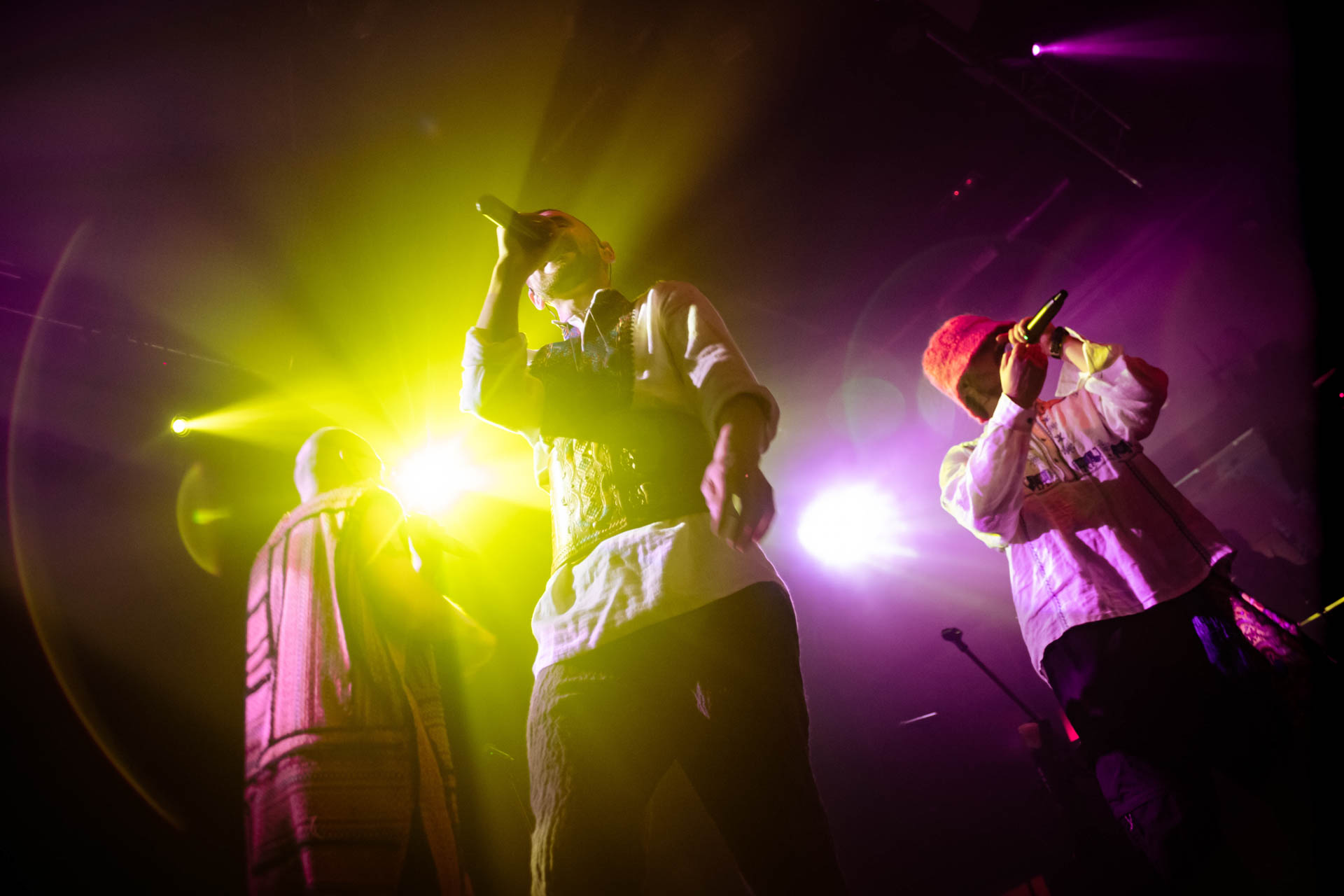
2022年在波蘭表演的卡盧什樂團

卡卢什乐团（英語：Kalush Orchestra）是成立于2021年的乌克兰说唱乐队，是卡卢什 (饶舌组合)的子樂團。凭借歌曲史蒂芬妮亞获得代表乌克兰参加並贏得2022年欧洲歌唱大赛。團員们表示卡卢什與此團體是两个不同的团体，並要求人們不要把他們混为一谈。

## 團員
乐队成員分別是卡盧什成员奧萊·普修克（樂團创始人及主唱），以及乐器演奏家Oleksandr Kondratyuk、Vitaly Duzyk、Tymofii Muzychuk和Sasha Tab。

## 历史
卡盧什（饒舌組合）决定在2021年創建名爲卡盧什的樂團，一个具有民谣元素的樂團 。
与母樂隊组不同，樂團注重带有烏克蘭民俗風格的说唱。两个乐队都有共同成员。

### 2022年欧洲歌唱比賽

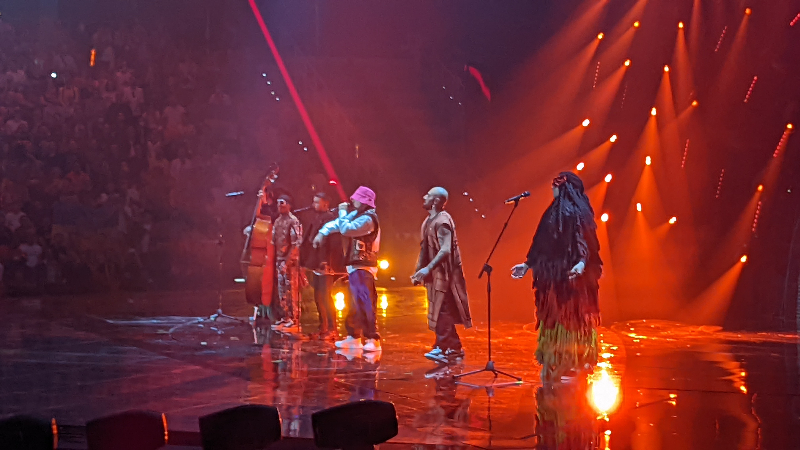
樂團在2022年欧洲歌唱大赛半决赛中的表演

2022年2月12日，卡盧什樂團以歌曲《史蒂芬妮亞》在烏克蘭國内的選拔賽中爭奪烏克蘭在2022年欧洲歌唱大赛的代表权利。

在国内選拔赛中，该组获得14分（评委給予6分，观众給予8分），获得了代表国家參賽的机会。
2022年5月14日，卡盧什樂團以631分的成績（观众給予439分和评审給予192分）奪下2022年欧洲歌唱大赛冠軍。在表演歌唱環節完結后，主唱普修克向全場喊話，呼籲各界援助烏克蘭，尤其是馬里烏波爾及亞速鋼鐵廠。欧洲歌唱比賽主辦方将此舉视为人道主义而非政治呼吁，因此没有取消该团队的资格 。
我請你們全部人，救救烏克蘭，馬里烏波爾還有亞速鋼鐵廠，就是現在！

（英語原文）
I ask all of you, please help Ukraine, Mariupol, help Azovstal, right now!——奧萊·普修克

### 欧洲歌唱大赛之后
2022年5月15日，发布了歌曲《史蒂芬妮亞》的音樂视频，其中的主題為戰爭 。
2022年11月，乐队在美国巡回演出，录制了演唱会单曲——“Trynda”、“Skolykhnulas”、“Dole moya”和翻唱了Salto nazad的歌曲“Oh Mom”。
随后，在2022年欧洲歌唱大赛夺冠之际进行了一次大巡演，乐队带着两首歌曲（《Oh on the mountain》和《Stefania》 ）作为嘉宾参加了2022年MTV欧洲音乐大奖。这是第一次在颁奖典礼上播放乌克兰歌曲。

## 特別事件
有一次，卡卢什管弦乐团遇到了阿诺·施瓦辛格，并为他拍下了戴着粉红色帽子（該帽子為主唱普修克的象徵）的照片 。

## 奖项
- 2022年欧洲歌唱大赛冠军